# USS Edson (DD-946)
L'USS Edson (DD-946) est un destroyer de classe Forrest Sherman, de l'United States Navy, construit par Bath Iron Works dans le Maine en 1958. Son port d'attache était Long Beach en Californie et il a d'abord servi dans le Pacifique occidental et en Extrême-Orient, opérant notamment dans le détroit de Taïwan et au large des côtes vietnamiennes. Son service exceptionnellement méritoire en 1964 dans le golfe du Tonkin a été récompensé par la première des trois distinctions d'unité de la Marine. Au cours des années suivantes, il a été bombardé par les forces terrestres du Nord-Vietnam et a apparemment reçu des tirs amis de l'United States Air Force.
À la suite d'un incendie à bord en 1974, Edson retourna dans le Pacifique Ouest et fut plus tard félicité pour son rôle dans l'évacuation de Phnom Penh et de Saîgon.
Il a été désarmé en 1988, mais l'année suivante, il est devenu un navire-musée à l'Intrepid Sea-Air-Space Museum de New York. De retour à l'US Navy en 2004, il a été convenu en 2012 qu'il redeviendrait un navire-musée, à Bay City dans le Michigan, au sein du Saginaw Valley Naval Ship Museum. Comme monument historique national, il est l'un des deux seuls destroyers de classe Forrest Sherman survivants.

## Mise en service et premier service
L'USS Edson a été nommé en l'honneur du général de division Merritt "Red Mike" Edson USMC (1897-1955), qui a reçu la Medal of Honor (alors qu'il servait en tant que commandant du premier bataillon de Marine Raiders à Guadalcanal) et la Navy Cross et Silver Star pour d'autres actions pendant la Seconde Guerre mondiale.

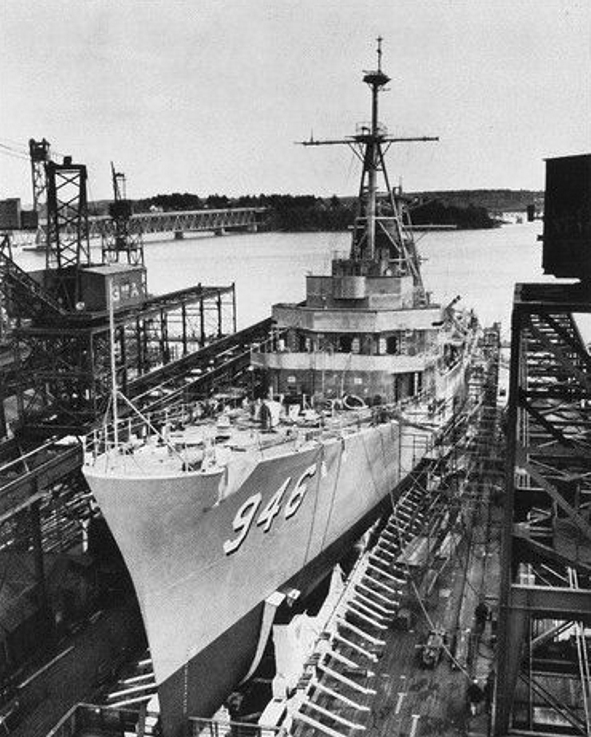
USS Edson en 1957

Edson a fait escale dans les ports de Ciudad Trujillo et des Caraïbes tout en menant une formation au shakedown en route vers Callao, au Pérou, où il fit escale du 18 au 21 février 1959 pour livrer des fournitures à l'ambassade des États-Unis à Lima. Il a atteint la Station Navale de Long Beach en Californie, son port d'attache, du 2 mars et pour le reste de l'année a perfectionné sa préparation avec des exercices le long de la côte ouest. Le 5 janvier 1960, il quitte Long Beach pour son premier déploiement en Extrême-Orient, au cours duquel il patrouille dans le détroit de Taïwan et participe à des opérations amphibies au large d'Okinawa et à des exercices de divers types au large du Japon. Le 29 avril, il a sauvé trois aviateurs de l'USS Ranger, dont l'avion A-3D écrasé dans l'océan. Edson est revenu à Long Beach le 31 mai pour une révision qui s'est poursuivie jusqu'en octobre. Edson passa le reste de l'année 1960 à s'entraîner au large de San Diego.

## Déploiements WESTPAC
En juin 1961, l'Edson, avec les autres navires du Destroyer Squadron 23 (en), se rendit à Portland, dans l'Oregon, pour représenter la marine américaine au Rose Festival annuel. Le 11 août 1961, Edson a navigué du port de Long Beach pour commencer son deuxième déploiement WESTPAC et passe trois mois en opérations avec les porte-avions d'attaque USS Ranger et USS Ticonderoga et passe le mois de décembre à patrouiller le détroit entre Taïwan et la Chine continentale.

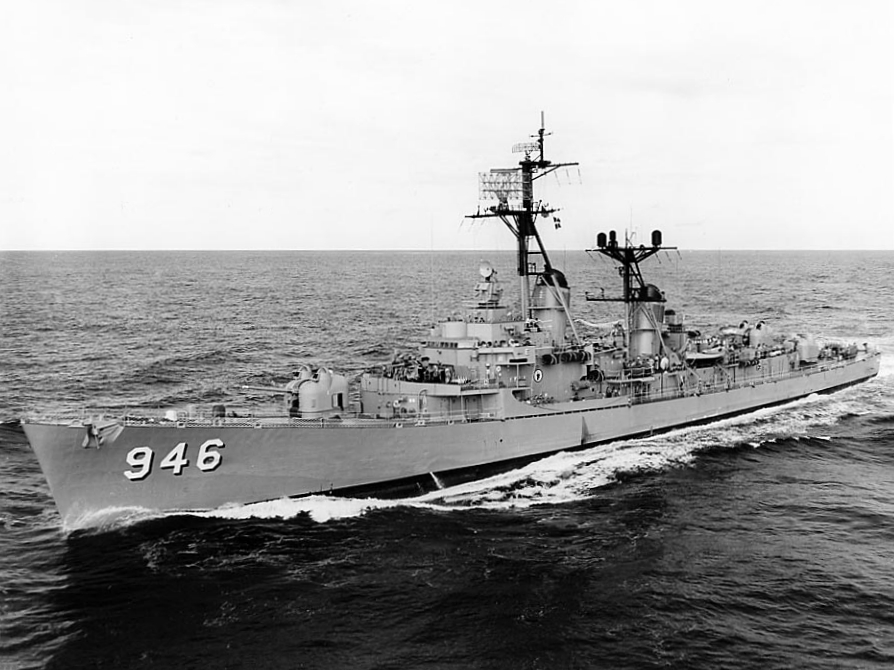
USS Edson en 1965

Le vendredi 13 mars 1964, Edson est parti pour son troisième déploiement WESTPAC. Après le transit, il a commencé à travailler avec la Force de patrouille de Taiwan, CTF 72. La fin mai et les mois de juin et juillet 1964 ont été remplis d'opérations de porte-avions, d'entraînement à l'appui aux tirs aux Philippines et d'opération LICTAS, une opération conjointe de l'OTASE au large la côte des Philippines. En août, Edson est dans le golfe du Tonkin sur des opérations spéciales. C'est ici qu'il a reçu la Navy Unit Commendation pour service exceptionnellement méritoire à l'appui des opérations dans le golfe du Tonkin au cours de la période du 25 août 1964. Lors de son cinquième déploiement en 1967, il a reçu un coup d'une batterie côtière nord-vietnamienne tout en faisant une mission navale d'appui-feu.
Edson a servi comme garde d'avion pour les porte-avions sur la Yankee Station (en) dans le golfe du Tonkin, a participé aux opérations Sea Dragon, a patrouillé dans des missions de recherche et de sauvetage et a effectué des missions d'appui aux tirs navals pendant la guerre du Viêt Nam. Le 17 juin 1968, il a apparemment essuyé des tirs amis de l'US Air Force, ainsi que plusieurs autres navires américains et australiens.
Le 12 décembre 1974, Edson a subi un incendie dans la salle d'incendie après s'entraîner avec l'USS Coral Sea.
En janvier 1975, après des réparations à Hawaï, Edson a continué le déploiement WESTPAC et en avril, il a participé à l'opération Eagle Pull (évacuation de Phnom Penh, Cambodge) et à l'opération Frequent Wind (évacuation de Saigon, Vietnam), remportant deux distinctions méritoires d'unité.
Edson a été désarmé le 15 décembre 1988 et remorqué à l'installation de maintenance des navires inactifs de Philadelphie pour le stockage. Au moment de son déclassement, il était le dernier destroyer entièrement équipé de la marine américaine.

## Musée
Edson a servi de navire-musée à l'Intrepid Sea-Air-Space Museum de New York du 30 juin 1989 au 14 juin 2004, date à laquelle il a été remplacé par un avion de ligne Concorde. Le navire a été déclaré National Historic Landmark= en 1990.
En 2004, le navire a été remorqué jusqu'au New York Navy Yard, où les réparations de la coque ont été achevées, puis remorqué jusqu'à l'installation de maintenance des navires inactifs de Philadelphie pour y être stocké. Le Saginaw Valley Naval Ship Museum  à Bay City, Michigan, et la Wisconsin Naval Ship Association  à Sheboygan, Wisconsin, ont tous deux soumis des demandes au Naval Sea Systems Command (en) pour déplacer Edson et le réintégrer en tant que navire musée dans leurs emplacements respectifs. La proposition de Bay City a été couronnée de succès.
La Marine a déclaré l'USS Edson en état de navigabilité le 17 juillet 2012  et il a été autorisé à commencer son voyage vers le Michigan le 18 juillet avec une arrivée sur le site du musée le 7 août 2012. Après environ un an au mouillage temporaire aux quais de Wirt Stone, il a été remonté la rivière Saginaw jusqu'à son site d'amarrage permanent.
Il a été classé au registre national des lieux historiques le 21 juin 1990  et nommé National Historic Landmark le 21 juin 1990.

## Décorations
- Armed Forces Expeditionary Medal
- Navy Unit Commendation
- Vietnam Service Medal
- National Defense Service Medal
- Air Force Combat Action Medal
- Navy Meritorious Unit Commendation